# Zuid-Hollandse Eilanden

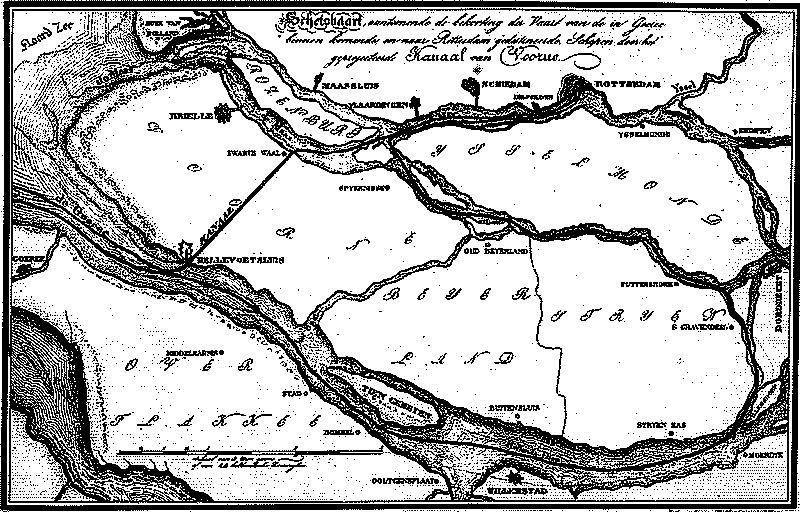
Zuid-Hollandse eilanden in 1825

Onder de Zuid-Hollandse Eilanden wordt het deel van de Rijn-Maas-delta dat in de provincie Zuid-Holland ligt, gerekend. Het gebied stond vroeger wel bekend als het Overmase, omdat het ten zuiden van de Maas lag.
Het betreft de (voormalige) eilanden:
- Rozenburg
- IJsselmonde
- Voorne-Putten
- Hoeksche Waard (in de kaart hiernaast verdeeld tussen "Beyerland" en "Stryen")
- Tiengemeten
- Eiland van Dordrecht
- Goeree-Overflakkee
  - Goeree
  - Overflakkee
- en de onbewoonde Hompelvoet

Door aanleg van bruggen, tunnels en dammen zijn alleen Tiengemeten en Hompelvoet nog echte eilanden.